# Kabinett Alexander Frick III
Das Kabinett Alexander Frick III war von 31. Dezember 1957 bis 16. Juli 1962 die 8. amtierende Regierung des Fürstentums Liechtenstein unter Vorsitz von Alexander Frick (FBP) in seiner dritten und letzten Amtszeit als Regierungschef.
Nach der Landtagswahl am 1. September 1957  bildeten die Fortschrittliche Bürgerpartei (FBP) und die Vaterländische Union (VU) eine Koalitionsregierung, die im Landtag des Fürstentums Liechtenstein zusammen alle 15 Sitze einnahm und auch nach einer durch die VU erzwungenen vorgezogenen Neuwahl am 23. März 1958 nach Konflikten um das Wahlrecht fortgesetzt wurde.
Die Regierung Frick machte sich in ihren drei Amtszeiten die wirtschaftliche Modernisierung und deren Begleitung durch den Aufbau eines Sozialstaates zur Aufgabe. Dazu unterstützte sie im Bildungsbereich die Vergabe von Stipendien und die Berufsbildung und gründete 1961 das Abendtechnikum Vaduz. Das wirtschaftliche Wachstum wurde durch tiefe Unternehmenssteuern gestützt und der Sozialstaat durch die Einführung der Invalidenversicherung 1959 weiter ausgebaut. Zur Stärkung Landwirtschaft setzte die Regierung ihre Reformen fort, in dieser Amtszeit 1962 durch Aussiedlungen. Außerdem führte die Regierung 1961 das Bankgeheimnis ein und verabschiedete erste Maßnahmen im Bereich des Natur- und Gewässerschutzes.
Nach dem erneuten Wahlsieg bei der Landtagswahl am 25. März 1962 trat Frick aus gesundheitlichen Gründen am 22. Juni 1962 als Regierungschef zurück. Sein Nachfolger wurde Gerard Batliner.

## Kabinettsmitglieder
|                               | Bild                                       | Name            | Amtszeit                          | Landschaft | Ressort     |
| Regierungschef                |                                            |                 |                                   |            |             |
|                               | Regierungschef Alexander Frick             | Alexander Frick | 31. Dezember 1957 – 16. Juli 1962 | Unterland  | - Präsidium |
| Regierungschef-Stellvertreter |                                            |                 |                                   |            |             |
|                               | Regierungschef-Stellvertreter Josef Büchel | Josef Büchel    | 31. Dezember 1957 – 16. Juli 1962 | Oberland   | ?           |
| Regierungsräte                |                                            |                 |                                   |            |             |
|                               | Regierungsrat Josef Meier                  | Josef Meier     | 31. Dezember 1957 – 1. März 1958  | Unterland  | ?           |
|                               | Regierungsrat Josef Oehri                  | Josef Oehri     | 1. März 1958 – 16. Juli 1962      | Unterland  | - Bauwesen  |
|                               | Regierungsrat Ivo Beck                     | Ivo Beck        | 31. Dezember 1957 – März 1959     | Oberland   | ?           |
|                               | Regierungsrat Gottfried Hilti              | Gottfried Hilti | März 1959 – 16. Juli 1962         | Oberland   | ?           |